# Resolució 389 del Consell de Seguretat de les Nacions Unides
La Resolució 389 del Consell de Seguretat de les Nacions Unides, aprovada per unanimitat el 22 d'abril de 1976, va reafirmar el dret del poble de Timor Oriental a l'autodeterminació. El Consell demana a tots els estats que respectin la integritat territorial de Timor Oriental i el Govern d'Indonèsia que retiri totes les seves forces del Territori. La Resolució llavors demana al Secretari General de les Nacions Unides que el seu Representant Especial faci consultes amb les parts interessades i que el Secretari General segueixi l'aplicació de la resolució i envieu un informe al Consell tan aviat com sigui possible. El Consell exhorta a tots els estats i parts a que cooperin plenament amb les Nacions Unides per aconseguir una solució pacífica i facilitar la descolonització del territori.
La resolució es va aprovar amb 12 vots contra cap, amb l'abstenció del Japó i els Estats Units. Benín no va participar en la votació.